# JetLink Express
JetLink Express war eine kenianische Fluggesellschaft mit Sitz in Nairobi und Basis auf dem Flughafen Jomo Kenyatta International.

## Geschichte
Die Gesellschaft wurde im März 2006 als Limited Company in Kenia registriert und war Mitglied der IATA. Bereits 2005 nahm JetLink Express den kommerziellen Flugbetrieb mit Flügen aus der im heutigen Südsudan gelegenen Stadt Juba auf.
Die Gesellschaft stellte im November 2012 aus finanziellen Gründen ihren Betrieb ein.

## Flugziele
JetLink Express bediente von ihrer Basis auf dem Flughafen Jomo Kenyatta International in Nairobi aus die kenianischen Städte Eldoret, Kisumu und Mombasa sowie verschiedene internationale Ziele wie Bujumbura in Burundi, Goma in der Demokratischen Republik Kongo, Khartum im Sudan und Juba im heutigen Südsudan.

## Flotte
Mit Stand Mai 2011 bestand die Flotte der JetLink Express aus sieben Flugzeugen:
- 2 Bombardier CRJ100
- 4 Bombardier CRJ200
- 1 Fokker F28-6000

## Zwischenfälle
- Am 12. November 2009 kam es auf dem im Auftrag der RwandAir Express durchgeführten Flug WB205 zu einem Unfall auf dem Flughafen Kigali mit einem Toten und fünf Verletzten. Die Bombardier CRJ100 mit dem Kennzeichen 5Y-JLD hob um 12:40 Uhr Lokalzeit planmäßig vom Flughafen Kigali in Richtung Entebbe mit zehn Passagieren und fünf Besatzungsmitgliedern an Bord ab. Zwei Minuten nach dem Start erbat der Kapitän die Genehmigung zur Rückkehr zum Flughafen aufgrund technischer Probleme mit einem klemmenden Schubhebel. Das Flugzeug landete sicher und rollte zum Flugsteig. Während die Bodencrew die Unterlegkeile anbringen wollte beschleunigte das Flugzeug plötzlich, drehte nach Rechts und bohrte sich in die östliche Wand des etwa 500 Meter entfernten VIP-Terminals. Das dabei entstandene Feuer konnte rasch gelöscht werden. Acht Passagiere und die fünf Besatzungsmitglieder wurden ins Krankenhaus gebracht, ein weiblicher Passagier verstarb im Krankenhaus. Ein Mitglied der aus zwei Piloten und einem Flugingenieur bestehenden Cockpitbesatzung konnte erst nach drei Stunden befreit werden (siehe auch RwandAir-Flug 205).[5]